# Coordenades eclíptiques
Les coordenades eclíptiques són un sistema de coordenades astronòmiques que permet determinar la posició d'un cos respecte al pla de l'eclíptica i al primer punt Àries. Les dues coordenades són la longitud celeste i la latitud celeste.
El Sol gràcies al moviment real de la Terra descriu una trajectòria aparent sobre l'esfera celeste anomenada, igual que el pla que la conté, eclíptica. A la línia perpendicular a aquest pla se l'anomena Eix de l'eclíptica, mentre que l'Obliqüitat de l'eclíptica és l'angle que forma l'eclíptica amb l'equador celeste. Actualment val 23 º 26'.
La Línia d'equinoccis és la intersecció de l'equador amb l'eclíptica. La intersecció d'aquesta línia amb l'esfera celeste determina els punts equinoccials. Es diu punt vernal o punt Àries, al punt on es projecta el Sol en passar de l'hemisferi sud al nord.
El triedre de referència format per la Línia d'equinoccis (eix x'), la Línia de Solsticis (eix y'), i l'Eix de l'eclíptica (eix z') en el sentit cap al Nord es diu sistema de referència eclíptic.
Les dues coordenades són la longitud celeste, mesurada sobre l'eclíptica a partir del punt Àries i en sentit directe o antihorari, i la latitud celeste que és l'angle que l'astre forma amb l'eclíptica.
Hi ha dos tipus de coordenades eclíptiques: les coordenades eclíptiques geocèntriques i les coordenades eclíptiques heliocèntriques.

## Conversió entre sistemes de coordenades celestes
En les següents fórmules: 
- λ i β són la longitud eclíptica i latitud eclíptica, respectivament;
- α i δ són l'ascensió recta i declinació, respectivament;
- ε = 23 º 26 '21, 406 "és la inclinació de l'eix de la Terra de J2000, coneguda com l'obliqüitat de l'eclíptica mitjana. (astronòmic Almanac per a l'Any 2011, K6)

### La conversió de vectors cartesians

#### La conversió de coordenades eclíptiques a coordenades equatorials
{\displaystyle {\begin{bmatrix}x_{equatorial}\\y_{equatorial}\\z_{equatorial}\\\end{bmatrix}}={\begin{bmatrix}1&0&0\\0&\cos \epsilon &-\sin \epsilon \\0&\sin \epsilon &\cos \epsilon \\\end{bmatrix}}\!\cdot \!{\begin{bmatrix}x_{ecliptic}\\y_{ecliptic}\\z_{ecliptic}\\\end{bmatrix}}}
(Seidelmann 1992, 555-8)

#### La conversió de coordenades equatorials a coordenades eclíptiques
{\displaystyle {\begin{bmatrix}x_{ecliptic}\\y_{ecliptic}\\z_{ecliptic}\\\end{bmatrix}}={\begin{bmatrix}1&0&0\\0&\cos \epsilon &\sin \epsilon \\0&-\sin \epsilon &\cos \epsilon \\\end{bmatrix}}\!\cdot \!{\begin{bmatrix}x_{equatorial}\\y_{equatorial}\\z_{equatorial}\\\end{bmatrix}}}

### La conversió de les quantitats angulars

#### Conversió de coordenades eclíptiques a coordenades equatorials
Declinació δ i α ascensió recta s'obtenen de: 
sin δ = sin ε cos λ β + cos ε sin β
cos α cos δ = cos λ cos β
sin α cos δ = cos ε sin λ cos β - sin ε sin β
Les tres equacions en general han d'estar satisfets perquè cos i el sin no especifiquen el seu argument únic.
(Seidelmann 1992, 555-8)

#### Conversió de coordenades equatorials a coordenades eclíptiques
sin β = sin δ cos ε - cos δ sin α sin ε
cos β cos λ = cos δ cos α
cos β sin λ = sin δ sin ε + cos δ sin α cos ε
(Seidelmann 1992, 554 eq. 11.42-5)
No es correcte "simplificar" les quotes de les Últimes equacions en cada joc.

#### Un algorisme
Si el càlcul s'ha de fer amb una calculadora electrònica de butxaca, és millor utilitzar les rectangulars a polars (R→ P) i polars a rectangulars (P→ R), la qual es troben en la majoria de les calculadores científiques.
L'algorisme per a la transformació de l'eclíptica equatorial es converteix llavors en la següent.
- Calcular els termes dreta del signe = de les 3 equacions donades a dalt
- Apliqueu una conversió de R→ P prenent el cost α cos δ com el valor de X i el cos α sin δ com el valor de I
- La part angular de la resposta és l'ascensió recta, un angle en tota la gamma de 0 ° a 360 ° (o ° -180 a +180 °, etc.), que després de dividir per 15 dona les hores.
- Aplicar una segona R→ P, conversió prenent la part angular de l'última resposta com la X i la δ sin de la primera equació com el valor de I
- La part angular de la resposta és la declinació, un angle d'entre -90 ° i +90 °
- La part angular de la resposta ha de ser d'1 exactament, si no ha comès un error.

De manera similar per a la zona equatorial a la transformació eclíptica